# Ryan Roxie
Ryan Roxie, né à Sacramento (Californie) le 1er décembre 1965, est un guitariste / chanteur qui réside actuellement à Stockholm, en Suède. Il est le leader de Roxie 77 et est probablement plus connu pour son travail de guitare avec Alice Cooper et Slash's Snakepit.
.

## Débuts
Roxie est connu pour être un ami proche de Gilby Clarke (ex-guitariste rythmique des Guns N' Roses entre 1991 et 1994), qui l'invita à officier au sein de Candy en 1985. Après la dissolution de Candy en 1987 due au départ de Clarke, Roxie et les membres restants fondèrent Electric Angels, dont la chanson "Put the 'X' in Sex" fut récupérée par KISS par la suite. Leur plus grand hit fut "True Love and Other Fairy Tales", qui inspirera Jon Bon Jovi dans l'écriture du tube de Bon Jovi "Bed of Roses". Leur album éponyme de 1990 fut produit par Tony Visconti, connu pour son travail auprès de David Bowie et T. Rex entre autres.

## Collaboration avec Alice Cooper
C'est en tournée avec Gilby Clarke qu'il sera détecté par Alice Cooper. Il lui fut à l'origine proposé un contrat pour tourner un an avec Alice Cooper. Cette collaboration s'avérera fructueuse, puisqu'elle aboutit aux albums "Brutal Planet" en 2000, "Dragontown" en 2001, "The Eyes of Alice Cooper" en 2003 et le désormais classique "Dirty Diamonds" en 2005. Roxie quitta le Alice Cooper Band en 2006 pour se consacrer à sa famille et fut remplacé par son ami de longue date Keri Kelli. C'est également à cette époque qu'il déménage à Stockholm. Il dira par la suite : "Après avoir tourné pendant 10 ans avec une icône du rock, dont la dernière tournée fut avec Deep Purple (2005/2006), que pouvais-je espérer de plus ?".
En 2012, il effectue son retour au sein du Alice Cooper Band en remplacement de Steve Hunter. Le groupe évolue maintenant à trois guitares (avec Tommy Henriksen et Orianthi puis Nita Strauss).

## Carrière Solo
Il créa en 1997 Dad's Porno Mag, dont il est le chanteur et guitariste. Epaulé à ses débuts par ses amis Mike Fasano et Will Effertz, le groupe partira plus tard en tournée accompagné de Keri Kelli et Stefan Adika. Le groupe sortit un album "DPM" en 1997.
En 2002, il créa un nouveau groupe Roxie 77, influencé par "tout ce qui se trouve entre les Beatles et les Beastie Boys". Le groupe réalisa un album en 2004 "Peace, Love & Armageddon". Cette ère "américaine" du groupe s'achèvera avec le départ de Roxie pour la Suède.
Une version "suédoise" du groupe est créée autour de Roxie : Magnus Wikström à la basse, Eric Rydberg à la guitare et Anton Körberg à la batterie, ce dernier étant le demi-frère du célèbre DJ Avicii. Le groupe sortit un album en Juillet 2009 "Two Sides to Every Story". L'album contient un total de 22 titres, proposant deux versions des 11 morceaux, une électrique et l'autre acoustique. En Juillet 2014, Roxie 77 réalise un EP "The Ameriswede" de 12 morceaux, proposant deux versions des 6 morceaux. La moitié des morceaux est mixée par un producteur suédois Jon Bordon, l'autre moitié est mixée par un producteur américain, Tommy Henriksen, également connu pour officier lui aussi auprès d'Alice Cooper depuis 2011.

## Discographie

### Albums
| Année | Groupe           | Album                        | Label                         |
| ----- | ---------------- | ---------------------------- | ----------------------------- |
| 1985  | Candy            | Teenage Neon Jungle          | Song Tree Records             |
| 1991  | Electric Angels  | Electric Angels              | Atlantic Records              |
| 1997  | Dad's Porno Mag  | Dad's Porno Mag              | Wax-Tone Records              |
| 1999  | Dad's Porno Mag  | Dad's Porno Mag (Re-Release) | Robinson / Conspiracy Records |
| 2000  | Slash’s Snakepit | Ain't Life Grand             | Koch Records                  |
| 2004  | Roxie 77         | Peace, Love and Armageddon   | Wax-Tone Records              |
| 2008  | Happypill        | This Year (Single)           | R77SoundDesign Rec            |
| 2009  | Roxie 77         | Two Sides to Every Story     | R77SoundDesign Rec            |
| 2012  | Casablanca       | Apocalyptic Youth            | Rocket Songs                  |
| 2014  | Casablanca       | Riding a Black Swan          | Sony/Gain Records             |
| 2014  | Roxie 77         | The Ameriswede EP            | Bellyache Records             |

### AvecGilby Clarke
- 1994 : Pawnshop Guitars
- 1995 : Blooze
- 1997 : The Hangover
- 1998 : Rubber

### AvecAlice Cooper
- 1997 : A Fistful of Alice
- 2000 : Brutal Planet
- 2001 : Dragontown
- 2003 : Eyes of Alice Cooper
- 2005 : Dirty Diamonds
- 2008 Along Came a Spider
- 2017  Paranormal (album)
- En collaboration avec d'autres artistes

| Année | Artistes                 | Album                             | Label                       |
| ----- | ------------------------ | --------------------------------- | --------------------------- |
| 1997  | Tamara Champlin          | You Wont Get To Heaven            | Polystar Records            |
| 1997  | Webster Hall Rock n Roll | Compilation                       | Web Hall Records            |
| 1999  | Tal Bachman              | Tal Bachman                       | Columbia Records            |
| 2000  | James Michael            | Inhale                            | Beyond Records              |
| 2002  | Cheap Trick Tribute      | Cheap Dream                       | Cleopatra Records           |
| 2003  | Elegantly Wasted         | Greetings From A Strange Place    | Flaco Records               |
| 2004  | Texas Terri Bomb         | My Lips                           | TKO Records                 |
| 2005  | Kiss Tribute             | Spin The Bottle                   | Koch Records                |
| 2006  | Huck Johns               | Huck Johns                        | Hide Out / Columbia Records |
| 2007  | KYD                      | Mary Goes Around (Single Release) |                             |
| 2007  | Karl Martindaul          | BBB Baby (Single Release)         | Polar Studio Records        |
| 2007  | Crash Diet               | Falling Rain (Writing on Single)  | Universal Music             |
| 2008  | 5th Sonic Brigade        | Kiss of Death (Single Release)    | Oren Records                |